# James Sykes Gamble

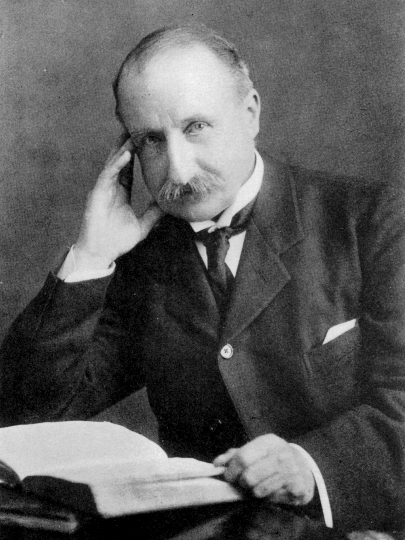
James Sykes Gamble (1922)

James Sykes Gamble (* 2. Juli 1847 in London; † 16. Oktober 1925 in Haslemere, Surrey) war ein englischer Botaniker. Sein botanisches Autorenkürzel lautet „Gamble“.

## Leben und Wirken
James Sykes Gamble wurde 1847 als Sohn von Harpur Gamble geboren. Er besuchte die Royal Naval School in New Cross (London) und das Magdalen College in Oxford, wo er mit dem M.A. abschloss, sowie die École Nationale des Eaux et Forêts im französischen Nancy. 1871 ging er nach Indien an das Indian Forest Department, wo er die Positionen Conservator of Forests und Director of the Imperial Forest School erlangte. Gamble bekleidete mehrere Ämter im universitären Bereich und erhielt mehrere Auszeichnungen. Er veröffentlichte mehrere Bücher über die Flora Indiens.
Gamble heiratete Gertrude Latter im Jahr 1911.

## Dedikationsnamen
Die Gattung Gamblea C.B.Clarke aus der Pflanzenfamilie der Araliengewächse (Araliaceae) ist nach ihm benannt.

## Schriften
- The Bambuseae of British India (= Annals of the Royal Botanical Garden. Bd. 7, ZDB-ID 997929-3). Bengal Secretariat Press, Calcutta 1896.
- Flora of the Presidency of Madras. Band 1–2 = Teil 1–7. Adlard, London 1915–1925;
  - Band 1, Teil 1: Ranunculaceae to Opiliaceae. 1915;
  - Band 1, Teil 2: Celastraceae to Leguminosae-Papilionatae. 1918;
  - Band 1, Teil 3: Leguminosae-Caesalpinioideae to Caprifoliaceae. 1919;
  - Band 2, Teil 4: Rubiaceae to Ebenaceae. 1921;
  - Band 2, Teil 5: Ebenaceae to Scrophulariaceae. 1923;
  - Band 2, Teil 6: Scrophulariaceae to Plantaginaceae. 1924;
  - Band 2, Teil 7: Nyctaginaceae to Euphorbiaceae. 1925.